# Georgios Georgiadis
Georgios Georgiadis (grč. Γιώργος Χ. Γεωργιάδης) (Kavala, Grčka, 8. ožujka 1972.) je grčki nogometni trener i bivši nogometaš te član trofejne grčke reprezentacije koja je 2004. postala europski prvak.

## Karijera

### Klupska karijera
Nakon što se rodio u Kavali, Georgiadis se s obitelji ubrzo preselio u Stuttgart gdje su njegovi roditelji radili. Tamo je igrač počeo igrati nogomet. Kao tinejdžer se vratio u Grčku te je nastupao u amaterskoj momčadi Keravnos Krinides. Ubrzo nakon toga otkriva ga klub Doxa Drama za koji potpisuje ugovor u dobi od 17 godina.
1993. igrač prelazi u atenski Panathinaikos za koji je igrao do 1998. godine. Bio je član momčadi koja je u sezoni 1995./96. igrala u polufunalu Lige prvaka. Dobre igre u europskom klupskom natjecanju su mu omogućile transfer u englesku Premier ligu. Kupio ga je Newcastle United u transferu vrijednom 420.000 GBP. Tamo je nastupao su reprezentativnim sunarodnjakom Nikosom Dabizasom. 1999. je s klubom igrao u finalu FA kupa kojeg je osvojio Manchester United. Svoj jedini pogodak za Newcastle, Georgiadis je postigao u FA kupu u 4:1 pobjedi nad Evertonom.
Georgiadis se 2000. vraća u Grčku gdje potpisuje s PAOK-om. Za klub je igrao do 2003. kada prelazi u pirejski Olympiacos. S klubom je 2005. osvojio dvostruku krunu (prvenstvo i kup) nakon čega napušta klub i odlazi u Iraklis. Nakon jedne i pol sezone, Georgios Georgiadis u zimskom transfernom roku, u siječnju 2007. ponovo potpisuje za solunski PAOK u kojem je završio karijeru.

### Reprezentativna karijera
Georgios Georgiadis je u 11 godina igranja za grčku reprezentaciju (1993. – 2004.) nastupio na 61 utakmici te je pritom postigao 11 pogodaka. Kruna reprezentativne karijere bila mu je osvajanje europskog zlata na turniru održanom 2004. u Portugalu.

### Poslijeigračka karijera
Nakon što se igrač umirovio završetkom sezone 2007./08. postao je PAOK-ov skaut. Neko vrijeme bio je i izbornik mlade grčke U21 reprezentacije, nakon što je tadašnji izbornik Nikos Nioplias postao trener Panathinaikosa.

## Osvojeni trofeji

### Klupski trofeji
| Klub          | Natjecanje      | Godina |
| Grčka         | Grčka           | Grčka  |
| ------------- | --------------- | ------ |
| Panathinaikos | Grčko prvenstvo | 1995.  |
| Panathinaikos | Grčko prvenstvo | 1996.  |
| PAOK Solun    | Grčki kup       | 2001.  |
| PAOK Solun    | Grčki kup       | 2003.  |
| Olympiacos    | Grčko prvenstvo | 2005.  |
| Olympiacos    | Grčki kup       | 2005.  |

### Reprezentativni trofej
| Portugal   | Portugal |
| Natjecanje | Trofej   |
| ---------- | -------- |
| EURO 04'   | Zlato    |

### Individualni trofeji
| Grčka                  | Grčka  |
| Nagrada                | Godina |
| ---------------------- | ------ |
| Grčki nogometaš godine | 1995.  |